# William Malone
William Malone (Lansing, 1953) è un regista, sceneggiatore e produttore cinematografico statunitense, che ha diretto film horror, quali Il mistero della casa sulla collina e Paura.com.

## Biografia
A Lansing (Michigan) suonò in una garage band chiamata The Plagues ispirata ai Beatles. La band pubblicò diversi singoli su 45 giri tramite la loro etichetta Quarantined Records e l'etichetta indipendente Fenton Records, a Grand Rapids (Michigan).
Diciannovenne, Malone si trasferì in California per perseguire una carriera musicale. Comunque, a seguito dell'incoraggiamento di un amico, Malone si trovò coinvolto nella realizzazione di un film e lavorò presso gli Don Post Studios come truccatore e costumista.
Nel 1978, Malone disegnò la celebre maschera di Michael Myers per il film Halloween - La notte delle streghe di John Carpenter.
Poco dopo aver terminato di frequentare la scuola di cinematografia UCLA, nel 1981, Malone diresse il suo primo film: Scared to Death. In seguito diresse sia serie per la televisione come, ad esempio, I racconti della cripta (Tales from the Crypt) sia vari film.
Malone è considerato il primo collezionista del mondo di memorabilia de Il pianeta proibito (Forbidden Planet).

## Filmografia

### Cinema
- Scared to Death (1981)
- Creature - Il mistero della prima luna (Creature) (1985)
- Il mistero della casa sulla collina (House on Haunted Hill) (1999)
- Paura.com (FearDotCom) (2002)
- Parasomnia (2008)
- Phoenix Dust (2009)

### Televisione
- Freddy's Nightmares, episodio Lucky Stiff (1988)
- Tales From The Crypt: Only Skin Deep, episodio 6x02 (1994)
- Masters of Horror, episodio Patto con il demonio (Fair-Haired Child) (2006)